# 追蹤

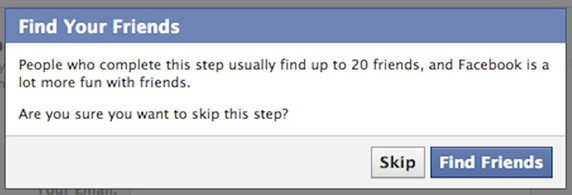
2012年，「在Facebook上尋找你的朋友」的警示框

交友和关注（英語：Friending and following），將某人添加到社交網絡服務上的「朋友」列表是一種行為，它不僅涉及友誼的概念，而且與「粉絲」的概念有所不同。在企業、樂隊、藝術家和其他人的網站上，粉絲只是單向接收東西，而「朋友」則可以與好友進行交流。添加某人為朋友通常會賦予對方在服務上的特殊權限。例如，在Facebook上，一個人的「朋友」有權查看並在該人的“時間線”上發佈內容。
關注（Following）是指在其他社交網絡服務上的一個類似概念，例如推特和Instagram。當一個人（關注者）選擇將某個人或某個頁面的內容添加到他或她的新聞源（Feed）中時，就表示他或她在關注該用戶或頁面。不同於好友關係，關注的連結不一定是相互的。這意味著一個人可以單向地關注另一個用戶，而不需要對方的同意或回應。同時，關注的狀態也可以隨時被取消（停止關注），或者封鎖（阻止）另一個用戶，而不會影響到被取消關注或被封鎖用戶的關注狀態。
「交友」和「解除交友」是指在社交網絡上建立或中斷與某人的友誼關係，也就是將某人從朋友列表中刪除的行為。這個概念在學術上首次被正式定義和探討是在David Fono和Kate Raynes-Goldie於2005年發表的「超級友誼及其他：LiveJournal上的朋友和社會規範」中。這份報告指出，在早期的社交網站和博客平台LiveJournal（最初於1999年推出），用戶將「交友」和「解除交友」這個術語同時用作名詞和動詞。

## 解除好友關係和取消關注
解除好友關係是指從好友列表中將某人刪除的行為。在Facebook上，這表示雙方的友誼關係終止。通常，當一個用戶在互動中引起另一個用戶的不舒服或不適時，會使用解除好友關係的行為。取消關注則有所不同。當用戶在Instagram或推特上取消關注某人時，這種單方面的關係仍然存在。通常，被取消關注的用戶並不知道自己已被取消關注，因此他們會繼續關注對方。